# Lithgow
Lithgow är en ort i Australien. Den ligger i kommunen Lithgow och delstaten New South Wales, i den sydöstra delen av landet, omkring 110 kilometer nordväst om delstatshuvudstaden Sydney.
Lithgow är det största samhället i trakten. 
I omgivningarna runt Lithgow växer huvudsakligen savannskog. Runt Lithgow är det mycket glesbefolkat, med 6 invånare per kvadratkilometer. Genomsnittlig årsnederbörd är 1 149 millimeter. Den regnigaste månaden är februari, med i genomsnitt 214 mm nederbörd, och den torraste är juli, med 26 mm nederbörd.